# Nils Kyndel
Nils Valdemar Kyndel, född 6 december 1905 i Norrköping, död 2 januari 1990 i Hägerstens församling, var en svensk musiker, kompositör och arrangör. 
Kyndel började tidigt att spela piano, klarinett och saxofon och blev professionell musiker redan 1918. Han studerade piano för Lennart Lundberg vid Stockholms musikkonservatorium 1925–1928. Han verkade därefter främst som saxofonist, bland annat på Berns i Georg Enders och Håkan von Eichwalds orkestrar. Han var kapellmästare på Berns 1937–1941. Från 1942 var han restaurangpianist och orkesterledare. Han studerade vidare för Gottfrid Boon och avlade pianopedagogexamen 1963. Han verkade därefter som pianolärare vid Stockholms kommunala musikskola till 1976.
Kyndel var flitigt anlitad som arrangör. Han ledde studioorkestrar vid flera skivbolag såsom Odeon, Scala, Cameo och Sonora mellan 1933 och 1958.
Kyndel har spelat in grammofonskivor, bland annat med Zarah Leander, Ulla Billquist samt kyrkosångaren Einar Ekberg och han har komponerat filmmusik. Hans sista musikaliska medverkan var i Ingmar Bergmans film Fanny och Alexander.
Kyndel var bror till Otto och Tore Kyndel samt svåger till Ann-Marie Kyndel. Han var gift med Elisabeth Kyndel. Nils Kyndel är gravsatt i minneslunden på Skogskyrkogården i Stockholm.

## Filmmusik i urval
- 1943 – Aktören
- 1947 – Maria
- 1949 – Bohus Bataljon
- 1950 – Min syster och jag
- 1952 – Blondie, Biffen och Bananen
- 1952 – När syrenerna blomma
- 1952 – Janne Vängman i farten

## Filmografi roller
- 1942 – Det är min musik
- 1983 – Fanny och Alexander

## Publikationer i urval
- Ett-tu-tre [Musiktryck] : pianobok för sex nybörjarhänder. Nils Kyndel. Stockholm : Thore Ehrling, 1974. LIBRIS-ID:735392.
- Negro spirituals [Musiktryck] / [arr.:] Nils Kyndel. 1967-1977. Stockholm : Thore Ehrling musik, 1967-1977. 2 vol. LIBRIS-ID:820852.